# Pithecophaga jefferyi
L’aquila delle Filippine (Pithecophaga jefferyi Ogilvie-Grant, 1896), è un uccello rapace della famiglia degli Accipitridi, endemico delle foreste delle Filippine. Presenta un piumaggio di colore marrone e bianco, e una cresta ispida, e misura generalmente 86–102 cm di lunghezza e pesa 4,7-8,0 kg. È considerata la più grande delle aquile esistenti al mondo per quanto riguarda la lunghezza, mentre l'aquila di mare di Steller e l'arpia sono le più grandi in termini di peso e di massa. Rapace tra i più rari e possenti del mondo, è stato dichiarato uccello nazionale delle Filippine nel 1995. È una specie in pericolo critico e la sua popolazione è diminuita progressivamente negli ultimi decenni, soprattutto a causa della massiccia perdita dell'habitat dovuta alla deforestazione che interessa la maggior parte del suo areale. L'uccisione di un'aquila delle Filippine, ai termini della legge del Paese, è punibile con 12 anni di carcere e multe elevate che possono arrivare anche ad un milione di pesos.

## Tassonomia
Il primo europeo a scoprire la specie fu l'esploratore e naturalista John Whitehead nel 1896; ne osservò in un primo momento un esemplare e, poche settimane dopo, il suo servitore, Juan, riuscì a catturare l'olotipo. Le spoglie dell'uccello vennero inviate a William Robert Ogilvie-Grant, a Londra, nel 1896, che in un primo momento le mise in mostra in un ristorante locale. Solo qualche settimana più tardi si dedicò alla descrizione ufficiale della specie.
Fin dalla sua scoperta, l'aquila delle Filippine divenne nota come aquila delle scimmie, poiché i nativi di Bonga, a Samar, dove la specie venne scoperta, affermavano che predasse esclusivamente le scimmie; sulla base di queste testimonianze ricevette il proprio nome generico, derivante dal greco pithecus (πίθηκος) («scimmia») e phagus (-φάγος) («mangiatrice»). Il nome scientifico commemora Jeffery Whitehead, padre di John Whitehead. Studi successivi rivelarono, tuttavia, che la presunta aquila delle scimmie si nutriva anche di altri animali, come colughi, zibetti, grossi serpenti, varani, e perfino grossi uccelli, come i buceri. Per questo motivo, oltre al fatto che lo stesso appellativo veniva applicato anche all'aquilastore coronato dell'Africa e all'arpia del Centro e Sudamerica, il nome, per proclamazione presidenziale, venne cambiato in aquila delle Filippine nel 1978, e nel 1995 la specie venne dichiarata emblema nazionale. La specie non ha sottospecie riconosciute.
Oltre che aquila delle Filippine e aquila delle scimmie, la specie è stata chiamata anche grande aquila delle Filippine. È nota con vari nomi in molte lingue delle Filippine; tra questi ricordiamo ágila («aquila»), háribon (da haring ibón, «re degli uccelli») e banog («nibbio»).

### Storia evolutiva
Uno studio basato sulle caratteristiche scheletriche effettuato nel 1919 portò gli studiosi a ipotizzare che il parente più stretto dell'aquila delle Filippine fosse l'arpia. La specie venne quindi inclusa all'interno della sottofamiglia degli Arpiini (Harpiinae) fino al 2005, quando uno studio sulle sequenze del DNA dimostrò che non era affatto imparentata con gli altri membri di questo gruppo, bensì con i Circaetini (Circaetinae), vale a dire i bianconi e il falco giocoliere. Da allora è stata inserita all'interno di questa sottofamiglia.

## Descrizione
La nuca dell'aquila delle Filippine è ornata da lunghe penne marroni che formano una cresta arruffata. Queste penne danno l'impressione che l'animale possegga una criniera simile a quella del leone, che a sua volta assomiglia al mitico grifone. L'aquila ha la faccia scura e la nuca e la sommità del capo color crema-marrone. Il dorso è marrone scuro, mentre la regione ventrale e il sottoala sono bianchi. Le forti zampe sono gialle, e sono munite di grandi artigli potenti di colore scuro, mentre il becco, grande, arcuato e profondo, è grigio-bluastro. Gli occhi sono grigio-blu. I giovani sono simili agli adulti, e se ne differenziano per il fatto di avere piume del dorso dai margini chiari.
È opinione corrente indicare che l'aquila delle Filippine abbia una lunghezza totale di 86–102 cm, ma un'analisi condotta a partire da vari esemplari conservati in alcune tra le più grandi collezioni museali del mondo ha rivelato una lunghezza media di 95 cm per i maschi e di 105 cm per le femmine. Queste ultime misurazioni ne fanno la più lunga specie di aquila esistente, dal momento che la lunghezza media della femmina equivale a quella massima registrata nell'arpia e nell'aquila di mare di Steller. La più lunga aquila delle Filippine registrata, nonché la più lunga aquila mai esistita fatta eccezione per l'estinta aquila di Haast, è un esemplare conservato al Museo Field di Storia Naturale (FMNH) che misura 112 cm; tuttavia, trattandosi delle spoglie di un esemplare mantenuto in cattività, non può essere preso come rappresentante degli esemplari selvatici a causa delle differenze che intercorrono nella disponibilità di cibo. Il livello di dimorfismo sessuale nelle dimensioni non è certo, ma si ritiene che il maschio sia generalmente il 10% più piccolo della femmina, e questa affermazione è supportata dai dati della lunghezza media nei maschi e nelle femmine riportati in una fonte. In molte altre grandi specie di aquila, la differenza di dimensioni tra le femmine e i maschi adulti può superare il 20%. Per le aquile delle Filippine adulte, i dati riportati riguardanti il peso oscillano tra i 4,7 e gli 8 kg, mentre altri studiosi indicano un peso medio inferiore a quello sopra indicato, di 4,5 kg per i maschi e di 6 kg per le femmine. Un maschio esaminato (di età non specificata) pesava 4,04 kg. L'aquila delle Filippine ha un'apertura alare di 184–220 cm e una lunghezza dell'ala (misurata lungo il margine anteriore) di 57,4-61,4 cm. Il peso massimo registrato è superato da quello di altre due aquile (l'arpia e l'aquila di mare di Steller), mentre le ali sono più corte di quelle delle grandi aquile che vivono in habitat aperti (come l'aquila di mare, l'aquila di mare di Steller, l'aquila marziale o l'aquila cudacuneata), sebbene siano piuttosto larghe. Il tarso dell'aquila delle Filippine è considerato il più lungo tra quelli di ogni altra specie di aquila e misura 12,2-14,5 cm, all'incirca la stessa lunghezza di quello dell'aquila di Nuova Guinea, molto più piccola ma con zampe relativamente lunghe. Il becco, molto grande ma compresso lateralmente, contende con quello dell'aquila di mare di Steller il titolo di becco più grande di qualsiasi aquila esistente. Esso misura in media 7,22 cm di lunghezza a partire dalla commessura labiale. La coda è piuttosto lunga, 42-45,3 cm, mentre un'altra fonte indica una lunghezza di 50 cm.
Tra i richiami più frequenti emessi dall'aquila delle Filippine vi sono dei forti fischi acuti che terminano con inflessioni di intonazione. Inoltre, è risaputo che i giovani mendicano il cibo emettendo una serie di richiami acuti.

## Distribuzione e habitat
L'aquila delle Filippine è endemica delle Filippine e si rinviene su quattro delle isole maggiori: la parte orientale di Luzon, Samar, Leyte e Mindanao. Il maggior numero di aquile risiede a Mindanao, dove si trovano dalle 82 alle 233 coppie riproduttive. Solamente sei coppie risiedono a Samar, due a Leyte, e poche altre a Luzon. È presente nel parco nazionale della Sierra Madre Settentrionale a Luzon e nei parchi nazionali di Monte Apo, Monte Malindang e Monte Kitanglad a Mindanao.
Quest'aquila è diffusa nelle foreste di dipterocarpi e in quelle montane di medie altitudini, in particolare in aree impervie. Il suo range altitudinale va dalle pianure alle montagne di oltre 1800 m. Si stima che in tutto l'areale della specie rimangano solo 9220 km² di foresta primaria. Tuttavia, le dimensioni totali dell'areale vengono stimate a 146.000 km².

## Biologia

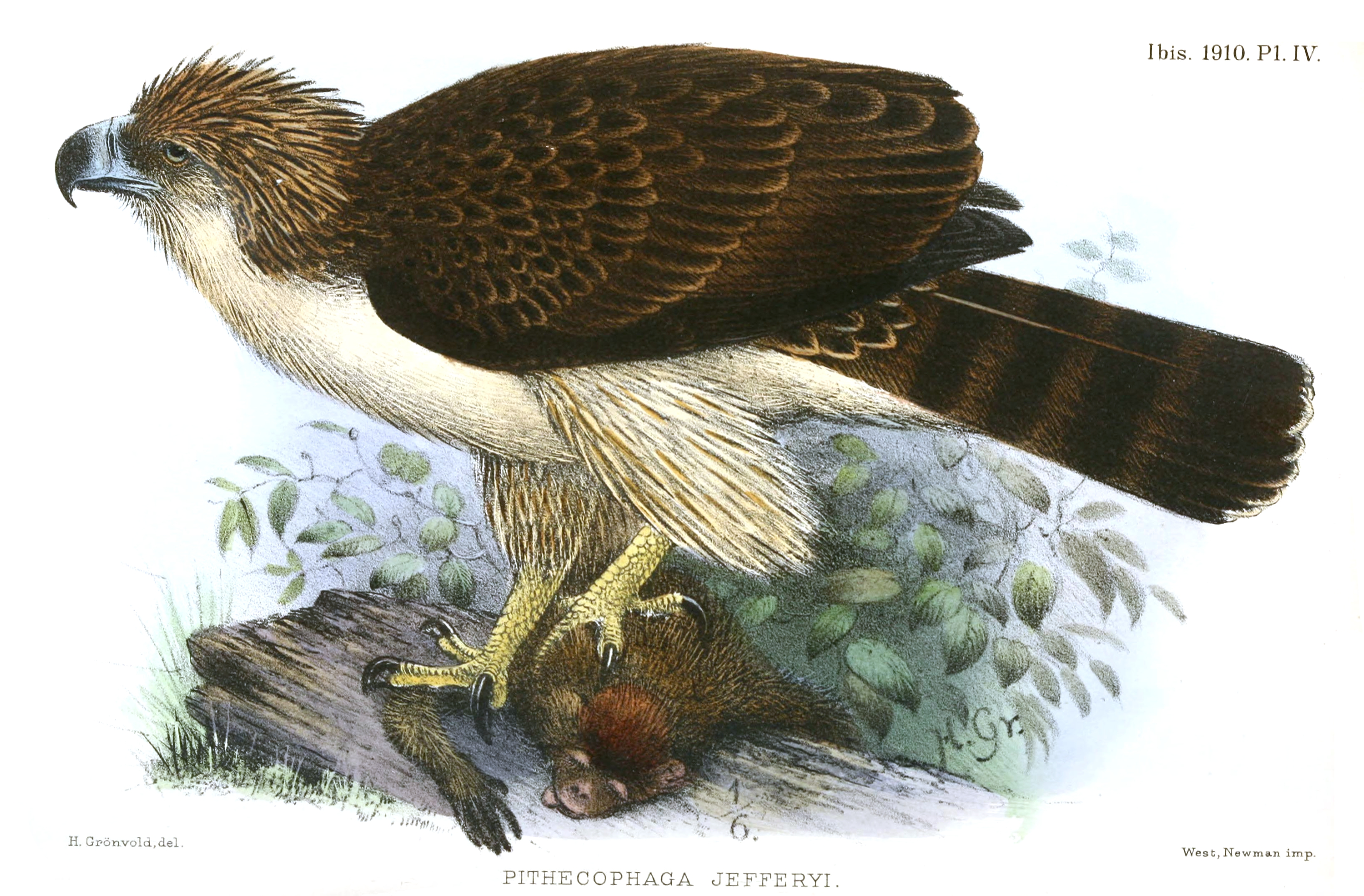
Illustrazione di un esemplare tenuto in cattività a Londra nel 1909-1910.

L'evoluzione nelle isole Filippine, prive di altri predatori, ha reso le aquile i cacciatori dominanti di queste isole. Ciascuna coppia riproduttiva ha bisogno di un vasto territorio per riuscire ad allevare con successo un piccolo, e per questo motivo la specie è estremamente vulnerabile alla deforestazione. In passato, si stimava che ogni coppia occupasse un territorio di circa 100 km², ma durante uno studio condotto a Mindanao si è scoperto che la distanza minima tra una coppia riproduttiva e l'altra era mediamente di 13 km, il che lascia ipotizzare che ogni coppia abbia a disposizione un'area di azione circolare di 133 km².
Il volo della specie è veloce e agile, e ricorda più quello dei rapaci più piccoli, come lo sparviero, che quello delle specie più grandi.
Per quanto riguarda il comportamento ludico, i giovani sono stati visti stringere con gli artigli i fori di nodo degli alberi e, usando la coda e le ali per tenersi in equilibrio, inserire la testa nelle cavità del tronco. Inoltre, è noto che attacchino oggetti inanimati per impratichirsi nella caccia, nonché che cerchino di appendersi a testa in giù per migliorare le proprie capacità di equilibrio. Dal momento che i genitori non sono presenti quando avvengono queste attività, sembra che essi non insegnino a cacciare ai propri figli.
L'aspettativa di vita negli esemplari in natura viene stimata sui 30-60 anni. Un esemplare in cattività visse per 41 anni allo zoo di Roma, ed era già adulto quando arrivò allo zoo. Tuttavia, si ritiene che gli esemplari selvatici vivano in media meno di quelli allevati in cattività.

### Alimentazione
L'aquila delle Filippine veniva chiamata originariamente aquila delle scimmie perché si credeva che si nutrisse quasi esclusivamente di questi animali (l'unica scimmia originaria delle Filippine è il macaco cinomolgo delle Filippine); successivamente ciò si è dimostrato inesatto. Forse la causa di tutto risiede nel fatto che il primo esemplare esaminato aveva resti ossei di scimmia non digeriti nello stomaco. Come molti predatori, l'aquila delle Filippine è un animale opportunista, e va a caccia di prede in base al loro livello locale di abbondanza e alla facilità di cattura. È il predatore alfa del proprio areale.
Nei nidi dell'aquila sono stati rinvenuti resti di prede di ogni genere, da un piccolo pipistrello di 10 g a un cervo delle Filippine di 14 kg. Le prede principali variano da un'isola all'altra in base alla loro disponibilità, in particolare a Luzon e a Mindanao, situate in due diverse regioni faunistiche. Ad esempio, il colugo delle Filippine, delle dimensioni di uno scoiattolo arboricolo, preda preferita delle aquile di Mindanao, è del tutto assente a Luzon. Tra le prede preferite delle aquile di Luzon figurano scimmie, uccelli, volpi volanti, ratti delle nuvole giganti Phloeomys pallidus che, con un peso di 2-2,5 kg, possono pesare il doppio di un colugo, e rettili come grossi serpenti e lucertole. In alcune località si stima che i colughi costituiscano il 90% della dieta del rapace. Sebbene le aquile sembrino prediligere questi ultimi quando sono disponibili, la maggior parte degli altri animali delle Filippine, fatta eccezione per gli ungulati adulti e gli esseri umani, può cadere vittima di questi volatili. Tra essi vi sono zibetti delle palme comuni (il 12% della dieta a Mindanao), macachi, scoiattoli volanti, scoiattoli arboricoli, pipistrelli della frutta, ratti, uccelli (rapaci notturni e buceri), rettili (serpenti e varani), e perfino altri rapaci. È stata registrata addirittura la cattura di giovani maiali e di cani di piccola taglia.
L'aquila delle Filippine utilizza principalmente due metodi di caccia. Uno di questi, noto come caccia da fermo, consiste nell'osservare le attività della preda rimanendo quasi immobili su un ramo vicino alla volta della foresta. L'altro metodo, ossia la caccia in movimento, implica il planare periodicamente da un posatoio all'altro. Così facendo, l'aquila spesso scende sempre più in basso dalla volta, verso i rami, e, se non riesce a localizzare una possibile preda in questa incursione iniziale, volerà via o farà ritorno sulle cime degli alberi per tentare di nuovo. Le aquile di Mindanao spesso impiegano con successo quest'ultima tecnica per catturare i colughi, dal momento che si tratta di animali notturni che utilizzano il camuffamento per proteggersi nelle ore diurne. I membri di una coppia di aquile talvolta cooperano per catturare le scimmie: un uccello si appollaia nelle vicinanze per distrarre i primati, permettendo all'altro di attaccarli, non visto, alle spalle. Dato che i macachi del posto hanno all'incirca le dimensioni dell'aquila stessa, circa 9 kg nei maschi adulti, costituiscono una preda potenzialmente pericolosa, ed è stato riportato il caso di aquile che si sono fratturate una zampa in seguito ad una caduta avvenuta mentre lottavano a mezz'aria con un grosso maschio di scimmia.

### Riproduzione

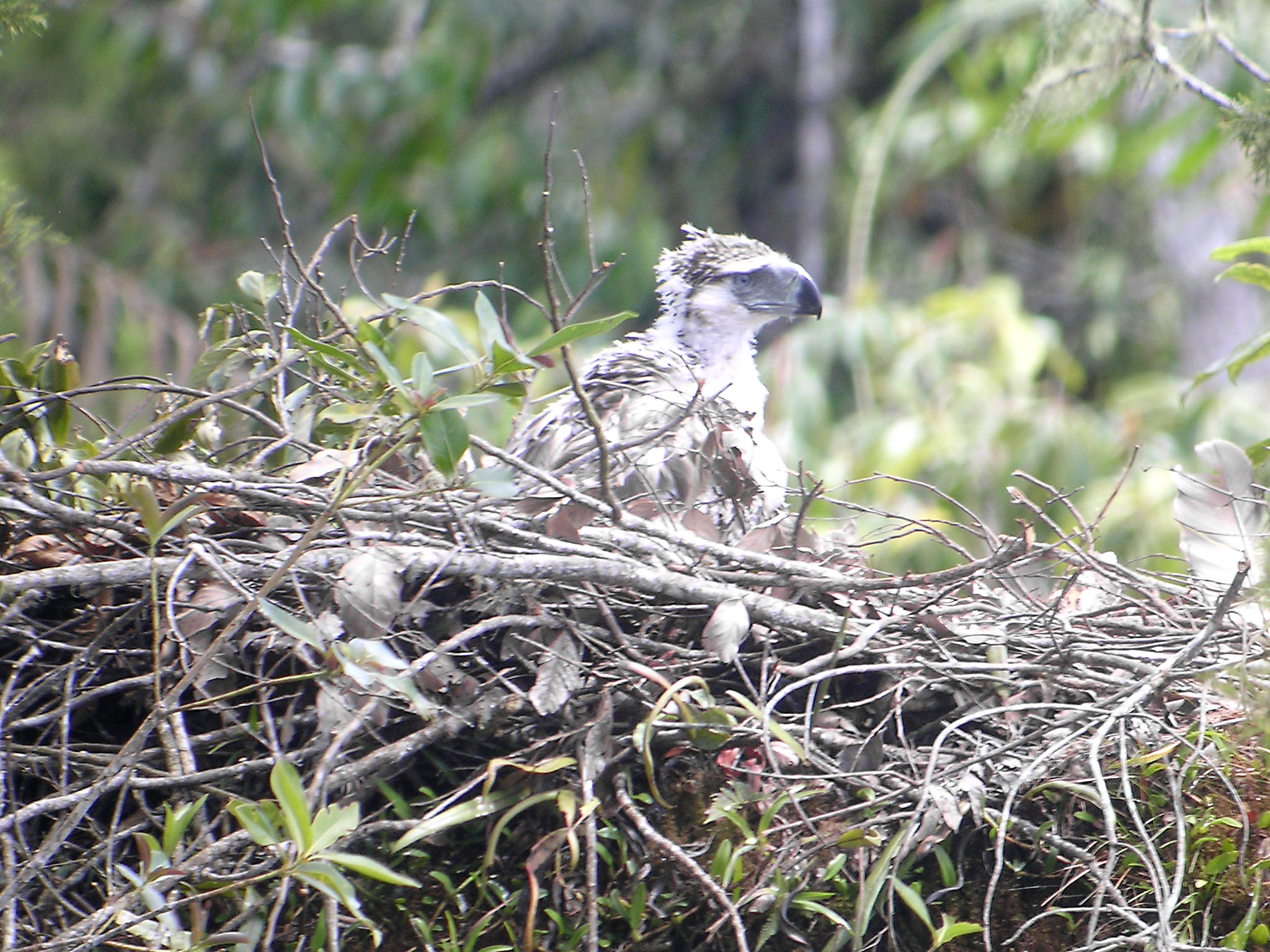
Pulcino di aquila delle Filippine.

L'intero ciclo riproduttivo dell'aquila delle Filippine dura due anni. La femmina raggiunge la maturità sessuale a cinque anni di età e il maschio a sette. Come molte aquile, l'aquila delle Filippine è monogama. Una volta formatasi la coppia, i partner rimangono uniti per il resto della loro vita. Se uno di essi muore, l'altra aquila spesso va alla ricerca di un nuovo compagno per rimpiazzarlo.
Il corteggiamento ha inizio con la costruzione del nido, dal quale i due partner non si allontaneranno mai più di tanto. Anche le parate aeree rivestono un ruolo importante nel corteggiamento. Durante queste parate, veleggiando sopra il territorio di nidificazione, il maschio insegue la femmina in una picchiata diagonale e, una volta raggiuntala, le offre gli artigli; la compagna, a sua volta, dopo essersi girata a mezz'aria, aggancia con i propri artigli quelli del partner. Sono state registrate anche parate accompagnate da forti richiami, effettuate unicamente allo scopo di mettersi in mostra. La disponibilità di un'aquila alla riproduzione viene mostrata con il trasporto di un po' di materiale per la costruzione del nido sul sito prescelto per la nidificazione. A esso segue l'accoppiamento, che avviene ripetutamente sia nel nido che sui posatoi vicini.
La stagione riproduttiva ha luogo in luglio; gli uccelli di isole diverse, in particolare quelli di Mindanao e Luzon, iniziano ad accoppiarsi in periodi differenti di questo mese. La quantità di piogge e la disponibilità di prede possono influire sulla stagione riproduttiva. Il nido viene costruito generalmente su uno svettante albero di dipterocarpo, o su un qualsiasi albero alto a corona aperta, in zone di foresta primaria o secondaria. Il nido viene imbottito con foglie verdi, e può raggiungere 1,5 m di diametro. È posto a circa 30metri o più di altezza dal terreno. Come quello di molti altri grandi rapaci, consiste in una grossa piattaforma fatta di ramoscelli. L'aquila riutilizza di frequente lo stesso sito di nidificazione per varie nidiate. Otto o dieci giorni prima della deposizione, la femmina è afflitta da una condizione nota come letargia dell'uovo. Durante questa fase la femmina non mangia, beve molta acqua e tiene le ali penzolanti. La femmina depone generalmente un unico uovo nel tardo pomeriggio o al crepuscolo, ma occasionalmente sono state viste anche covate composte da due uova. Nel caso un uovo non si schiuda o un pulcino muoia poco dopo, i genitori probabilmente deporranno un altro uovo l'anno seguente. L'accoppiamento può protrarsi fino a qualche giorno dopo la deposizione dell'uovo per consentire la formazione di un altro uovo nel caso il primo vada perduto. L'uovo viene covato per 58-68 giorni (generalmente 62) dopo la deposizione. Entrambi i genitori partecipano all'incubazione, ma la femmina assolve la maggior parte del compito durante il giorno e per tutta la notte.
Una volta schiusosi l'uovo, l'aquilotto viene nutrito da entrambi i genitori. Inoltre, i genitori sono stati visti riparare a turno il piccolo dal sole e dalla pioggia fino a quando non ha raggiunto le sette settimane di età. Il giovane aquilotto si invola dopo quattro o cinque mesi. La prima cattura di una preda da parte di un giovane è stata registrata 304 giorni dopo la schiusa. I genitori si prendono cura dell'aquilotto per un totale di 20 mesi e, tranne nel caso del fallimento di una covata, si riproducono solamente in anni alterni. L'aquila delle Filippine, assieme ad altre due grandi aquile tropicali, l'aquilastore coronato e l'arpia, è il rapace dal ciclo riproduttivo più lungo. I nidiacei non hanno altri predatori che l'uomo, dato che noti razziatori di nidi come gli zibetti delle palme e i macachi (entrambi preda delle aquile) cercano sempre di evitare le aree dove le aquile hanno una regolare attività.

## Conservazione

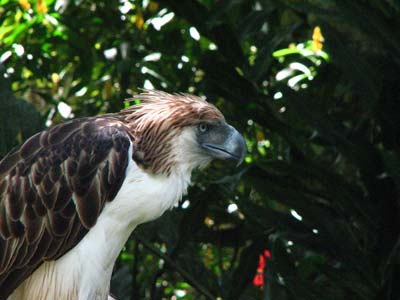
Sir Arny, una delle aquile del Philippine Eagle Center di Davao City.

Nel 2010, la IUCN e BirdLife International hanno inserito questa specie tra quelle seriamente minacciate. Secondo l'Unione internazionale per la conservazione della natura, nelle Filippine sopravviverebbero 180-500 aquile. Esse sono minacciate principalmente dalla deforestazione, dovuta sia all'industria del legname che all'espansione dell'agricoltura. Le foreste primarie stanno scomparendo a un ritmo elevato, e la maggior parte delle foreste di pianura è proprietà delle compagnie del legname. Anche lo sfruttamento minerario, l'inquinamento, l'esposizione a pesticidi che influiscono sulla riproduzione, e il bracconaggio costituiscono serie minacce. Inoltre, alcuni esemplari rimangono ogni tanto intrappolati in trappole posizionate dai locali per catturare i cervi. Sebbene non costituisca più una grave minaccia, bisogna ricordare che in passato molti esemplari venivano catturati per essere esposti negli zoo.
La diminuzione della popolazione di aquila delle Filippine venne portata per la prima volta all'attenzione internazionale nel 1965 dal celebre ornitologo filippino Dioscoro S. Rabor e dal direttore dell'Ufficio Parchi e Natura Jesus A. Alvarez. Charles Lindbergh, il primo uomo ad aver sorvolato l'Atlantico in solitaria e senza scalo nel 1927, era affascinato da quest'aquila. Nel ruolo di rappresentante del World Wildlife Fund, Lindbergh effettuò vari viaggi nelle Filippine tra il 1969 e il 1972, dove aiutò a persuadere il governo a proteggere l'aquila. Nel 1969, venne istituito il Programma per la Conservazione dell'Aquila delle Scimmie con l'apposito scopo di scongiurare la specie dall'estinzione. Nel 1992, in cattività nacquero le prime aquile in seguito ad inseminazione artificiale; tuttavia, i primi aquilotti nati senza l'aiuto dell'inseminazione artificiale nacquero solamente nel 1999. Il primo esemplare nato in cattività ad essere rilasciato, Kabayan, venne liberato nel 2004 a Mindanao; purtroppo, morì fulminato accidentalmente nel gennaio del 2005. Un'altra aquila, Kagsabua, venne rilasciata il 6 marzo del 2008, ma venne abbattuta e mangiata da un contadino. L'uccisione di questa specie gravemente minacciata è punibile, ai termini della legge filippina, con 12 anni di carcere e multe salate. Nel giugno 2015 fu liberata una femmina di tre anni di nome Pamana, il cui corpo fu però ritrovato in stato di decomposizione due mesi dopo a Davao Oriental, con una profonda ferita d'arma da fuoco al petto. L'episodio causò sdegno, soprattutto per il fatto che Pamana era già stata salvata da un altro proiettile al petto alcuni anni prima e presa in custodia in un centro di cura.
Il numero delle aquile è diminuito lentamente, nel corso dei decenni, fino ai 180-500 individui attuali. Una serie di inondazioni e di valanghe di fango, causate dalla deforestazione, hanno ulteriormente devastato la popolazione rimanente. L'aquila delle Filippine potrebbe presto scomparire in natura se non verranno prese misure dirette di salvaguardia. La Philippine Eagle Foundation di Davao, Filippine, è un'organizzazione dedicata alla protezione e alla conservazione di questa specie e delle foreste in cui vive. Nelle sue strutture l'aquila si riproduce in cattività da oltre un decennio e lo staff della fondazione ha condotto il primo rilascio sperimentale in natura di un'aquila nata in cattività. Il centro operativo della fondazione ospita 35 aquile, delle quali 18 nate in cattività. Ricerche su comportamento, ecologia e dinamiche della popolazione sono tuttora in corso. Negli ultimi anni, sono state istituite apposite aree protette per la salvaguardia di questa specie, come la foresta di Cabuaya (700 km²) e il santuario naturale della foresta di Taft (37,2 km²) a Samar. Tuttavia, gran parte della popolazione abita al di fuori delle aree protette.

## Relazioni con l'uomo
L'aquila delle Filippine è stata dichiarata ufficialmente uccello nazionale del Paese il 4 luglio 1995 dal presidente Fidel V. Ramos con la proclamazione nº 615. Quest'aquila, date le sue dimensioni e la sua rarità, è anche un obiettivo molto ambito per i birdwatcher.
L'immagine dell'aquila delle Filippine è comparsa su almeno 12 francobolli delle Filippine, tra il 1967 e il 2007, nonché sulle monete da 50 centavos coniate tra il 1981 e il 1994.
In passato, circa 50 aquile delle Filippine sono state ospitate in zoo di Europa (Inghilterra, Germania, Belgio, Italia e Francia), Stati Uniti e Giappone. La prima fu una femmina arrivata allo zoo di Londra nell'agosto del 1909, morta nello stesso luogo nel febbraio del 1910. La maggior parte degli esemplari giunse negli zoo tra il 1947 e il 1965. L'ultimo esemplare vissuto lontano dalle Filippine morì nel 1988 allo zoo di Anversa, dove viveva dal 1964 (a eccezione di un periodo trascorso allo zoo di Planckendael, in Belgio). La prima nascita in cattività si è avuta solamente nel 1992, grazie agli sforzi dello staff della Philippine Eagle Foundation di Davao, e altre nascite si sono susseguite da allora.
L'aquila delle Filippine è stata utilizzata anche come mascotte negli eventi sportivi. Tra essi ricordiamo «Gilas», la mascotte dei Giochi del Sud-est asiatico del 2005, che si sono svolti a Manila. L'animale è anche il simbolo della nazionale di pallacanestro delle Filippine.